# شیلا فراهام
شیلا اسلوان فراهام (به انگلیسی: Sheila Sloan Frahm) سناتور سابق عضو حزب جمهوری‌خواه ایالات متحده آمریکا بود. وی در سال ۱۹۹۶ میلادی سناتور ایالت کانزاس در سنای ایالات متحده آمریکا بود.